# Mur de Huy
Le mur de Huy est une ascension cycliste de la ville de Huy en Belgique (province de Liège) empruntée principalement comme arrivée de la classique la Flèche wallonne.

## Localisation
Le Mur de Huy correspond à deux rues et une place de la localité de Huy. Le pied de la côte se trouve à la sortie du rond-point d'où s'extrait la large avenue du Condroz (route nationale 66) pour les 450 premiers mètres. Ensuite, il se poursuit brièvement par le côté sud de la place Saint-Denis puis par le  chemin des Chapelles, section étroite et la plus pentue d'une longueur de 800 m qui donne sur la plaine de la Sarte. Il constitue la fin du pèlerinage de Notre Dame de la Sarte, au cours duquel les pèlerins s'arrêtent devant les six, ou sept chapelles qui le bordent. 

## Odonymie
Ce nom de Mur de Huy provient de la Flèche wallonne, qui l'emprunte à trois reprises et se termine à son sommet. Ses 26 % d'inclinaison dans le virage Claudy Criquielion font de ce passage l'un des plus ardus d'Europe.

## Chapelles
Les six chapelles qui émaillent ce chemin sont inscrites au patrimoine immobilier classé de Huy.

## Caractéristiques
- Altitude au sommet : 204 m.
- Altitude au pied : Huy (76 m).
- Dénivellation : 128 m.
- Longueur : 1,3 km.
- Pente : 9,8 %, avec un maximum de 26 % à la corde de la chicane[5]

## Cyclisme

### La Flèche wallonne
Le mur de Huy est pour la première fois au programme de la Flèche wallonne en 1982, mais il ne sert pas encore d'arrivée. Il faut attendre l'édition 1985 pour voir la course se terminer au sommet du mur. Cette année-là, la victoire revient à Claude Criquielion, qui a depuis 2015 une stèle en son honneur, à l'endroit où la pente atteint les 19 % et 26 % à la corde,. Depuis 1998, la Flèche wallonne féminine se termine également en haut du mur.

### Autres courses
| Année | Course           | Étape     | Premier au sommet                   | Vainqueur d'étape  |
| ----- | ---------------- | --------- | ----------------------------------- | ------------------ |
| 2015  | Tour de France   | 3e étape  | Joaquim Rodríguez                   | Joaquim Rodríguez  |
| 2021  | Tour de Belgique | 4e étape  | Samuele Zoccarato                   | Caleb Ewan         |
| 2022  | Tour de Wallonie | 1re étape | Lennert Teugels (premier passage)   | Julian Alaphilippe |
| 2022  | Tour de Wallonie | 1re étape | Julian Alaphilippe (second passage) | Julian Alaphilippe |

### Records
- Le meilleur temps de montée pour le mur de Huy est détenu par Alejandro Valverde, qui en 2014 parcourt le dernier kilomètre à la vitesse de 22,36 km/h[8],  soit en 2 minutes et 41 secondes en remportant la Flèche wallonne. En 2021, ce record est égalé par Julian Alaphilippe à l’occasion de la même classique.
- Le 27 août 2018, le mur de Huy a été grimpé 67 fois d'affilée en une trentaine d’heures par un cycliste amateur wallon de 53 ans,  Michel Thomé, dans le cadre d'un Everesting, c’est-à-dire un défi exigeant de totaliser 8 848 mètres de dénivelé, soit l’altitude de l’Everest[9],[10],[11].
- Le 27 août 2023, un cycliste amateur flamand de 31 ans, Joeri Deleener, bat ce dernier record en grimpant le mur de Huy à 83 reprises en moins de 13 heures, récoltant à cette occasion plus de 6 000 euros pour une association luttant contre le cancer[12].